# Si près du danger
Pour les articles homonymes, voir Mother, May I Sleep with Danger?.
Si près du danger (Mother, May I Sleep with Danger?) est un téléfilm américain réalisé par Jorge Montesi, diffusé en 1996.

## Synopsis
Quand l'amour que Billy Owens porte à son ex-petite amie tourne à l'obsession, il décide de la tuer afin que personne ne puisse la posséder. Billy change alors d'identité et commence une nouvelle vie sous le nom de Kevin Shane. Laurel, une étudiante sérieuse et appliquée, rencontre Kevin, le play-boy du campus, dont elle tombe immédiatement amoureuse. Laurel, qui lutte pour se délivrer de l'emprise d'une mère possessive, s'accroche à Kevin en qui elle place tous ses rêves de bonheur. Mais Jessica, la mère de Laurel, ne voit pas cette liaison d'un bon œil.

## Fiche technique
- Titre original : Mother, May I Sleep with Danger ?
- Réalisation : Jorge Montesi
- Scénario : Edmond Stevens et Claire R. Jacobs
- Photographie : Philip Linzey
- Musique : Irwin Fisch
- Pays d'origine :  États-Unis
- Langue d'originale : anglais
- Durée : 100 minutes

## Distribution
- Tori Spelling (VF : Stéphanie Murat) : Laurel Lewisohn
- Ivan Sergei (VF : Fabrice Josso) : Billy Jones
- Todd Caldecott : Jackson
- Lochlyn Munro : Kevin Shane
- Lisa Banes : Jessica Lewisohn
- Bryn Erin : Erin
- Suzy Joachim : Détective Sandy Unger
- Cheryl Wilson : le conseiller d'admissions
- Teryl Rothery : l'entraîneur
- Hrothgar Mathews : l'instructeur de littérature anglaise

 Source et légende : version française (VF) sur RS Doublage et selon le carton du doublage français télévisuel.